# Herbert Demetz
Herbert Roberto Demetz (* 23. Mai 1936 in Kastelruth; † 22. Dezember 1965 in St. Ulrich in Gröden) war ein italienischer Automobilrennfahrer.

## Karriere
Der Südtiroler Herbert Demetz begann seine Rennkarriere 1960 auf einem Lancia Appia. Seinen ersten Rennsieg feierte er bei der Coppa d'Oro di Modena 1960, als er dort die Klasse für GT-Wagen bis 1,5-Liter-Hubraum gewann.
1961 wurde Demetz Werksfahrer bei Abarth und bestritt für den italienischen Rennstall eine Vielzahl an GT-Rennen in Italien. 1962 wurde er beim zur Sportwagen-Weltmeisterschaft zählenden Großen Preis von Berlin Zweiter und schied beim 24-Stunden-Rennen von Le Mans als Partner von Mauro Bianchi schon in der Frühphase des Rennens durch Zündungsschaden aus. Seine beste Saison hatte Demetz 1965, als er zu einem der besten europäischen Bergrennfahrer aufstieg und unter anderem das Bergrennen von Bozen gewann, das in diesem Jahr ein Wertungslauf der Sportwagen-Weltmeisterschaft war.
Herbert Demetz verunglückte im Dezember 1965 tödlich.

## Statistik

### Le-Mans-Ergebnisse
| Jahr | Team               | Fahrzeug         | Teamkollege   | Platzierung | Ausfallgrund    |
| ---- | ------------------ | ---------------- | ------------- | ----------- | --------------- |
| 1962 | Abarth Corse & Cie | Fiat-Abarth 700S | Mauro Bianchi | Ausfall     | Zündungsschaden |

### Einzelergebnisse in der Sportwagen-Weltmeisterschaft
| Saison | Team   | Rennwagen                                                   | 1   | 2   | 3   | 4   | 5   | 6   | 7   | 8   | 9   | 10  | 11  | 12  | 13  | 14  | 15  | 16  | 17  | 18  | 19  | 20  |
| ------ | ------ | ----------------------------------------------------------- | --- | --- | --- | --- | --- | --- | --- | --- | --- | --- | --- | --- | --- | --- | --- | --- | --- | --- | --- | --- |
| 1962   | Abarth | Fiat-Abarth 1000 Fiat-Abarth 700S                           | DAY | SEB | SEB | MAI | TAR | BER | NÜR | LEM | TAV | CCA | RTT | NÜR | BRI | BRI | PAR |     |     |     |     |     |
| 1962   | Abarth | Fiat-Abarth 1000 Fiat-Abarth 700S                           |     |     |     |     |     | 2   |     | DNF |     |     |     |     |     |     | DNF |     |     |     |     |     |
| 1964   | Abarth | Abarth-Simca 2000 Abarth-Simca 1300 Bialbero                | DAY | SEB | TAR | MON | SPA | CON | NÜR | ROS | LEM | REI | FRE | CCE | RTT | SIM | NÜR | MON | TDF | BRI | BRI | PAR |
| 1964   | Abarth | Abarth-Simca 2000 Abarth-Simca 1300 Bialbero                |     |     |     |     |     | 9   |     |     |     |     |     |     |     | 12  |     | DNF |     |     |     | 14  |
| 1965   | Abarth | Abarth-Simca 1300 Bialbero Abarth-Simca 2000 Abarth 2000 OT | DAY | SEB | BOL | MON | MON | RTT | TAR | SPA | NÜR | MUG | ROS | LEM | REI | BOZ | FRE | CCE | OVI | NÜR | BRI | BRI |
| 1965   | Abarth | Abarth-Simca 1300 Bialbero Abarth-Simca 2000 Abarth 2000 OT |     |     | 1   |     |     |     | DNF |     | DNF |     | 7   |     |     | 1   | 3   |     | 4   |     |     |     |